# Benzonatate
Benzonatate, được bán dưới tên thương hiệu Tessalon và các thương hiệu khác, là một loại thuốc dùng để cố gắng giúp giảm triệu chứng ho. Nó được uống bằng miệng. Thuốc này không được khuyến cáo cho trẻ em dưới 10 tuổi. Các hiệu ứng thường bắt đầu trong vòng 20 phút và kéo dài đến tám giờ.
Tác dụng phụ bao gồm buồn ngủ, nhức đầu, ảo giác, co thắt phế quản và chóng mặt. Quá liều có thể gây co giật hoặc nhịp tim không đều. Không rõ liệu sử dụng trong thai kỳ và cho con bú có an toàn không. Nó hoạt động bằng cách làm tê liệt các thụ thể căng trong phổi.
Benzonatate đã được phê duyệt cho sử dụng y tế tại Hoa Kỳ vào năm 1958. Nó có sẵn như là một loại thuốc gốc. Tại Hoa Kỳ, chi phí bán buôn là khoảng 0,12 USD mỗi liều. Thuốc này không có sẵn ở nhiều nước. Năm 2016, đây là loại thuốc được kê đơn nhiều thứ 193 tại Hoa Kỳ với hơn 3 triệu đơn thuốc.

## Sử dụng trong y tế
Benzonatate được sử dụng để cố gắng giảm ho trong các tình trạng hô hấp khác nhau như viêm phế quản, khí phế thũng, cúm và viêm phổi. Bằng chứng để hỗ trợ việc sử dụng nó là kém vào năm 2015.
Nó đã được sử dụng với liều lượng nhỏ như một thuốc gây tê tại chỗ cho đau miệng hoặc đau họng. Thực hành này không được khuyến khích, bởi vì gây tê hầu họng có thể dẫn đến dị vật có thể đi vào phổi.